# Angels of Light
Angels of Light, manchmal auch The Angels of Light, waren eine US-amerikanische Rockband aus New York.

## Geschichte
Gründer und einziges ständiges Mitglied war Michael Gira, ehemaliger Bandleader der ebenfalls aus New York stammenden, einflussreichen Noise-Rock-Band Swans. Nach Auflösung der Swans 1997 und dem kurzlebigen Projekt The Body Lovers/The Body Haters rief Gira die Angels of Light ins Leben. Ursprünglich wollte Gira die Band "The Pleasure Seekers" nennen. Diese Idee wurde auf Eis gelegt als sich herausstellte, dass es in den 1960ern bereits eine Band dieses Namens gab. Die ersten zwei Live-Auftritte wurden noch schlicht als "Michael Gira with guests" angekündigt. Alle Alben der Angels of Light werden auf Giras eigenem Label Young God Records verlegt.
Anders als die oft dunklen Noise-Rock-Klänge der Swans lag der Schwerpunkt von Giras neuer Band auf melodiösen Kompositionen mit Einflüssen aus Folk-, Psychedelic- und Progressive-Rock.
Angels of Light kollaborierten mit Musikern und Bands wie Dana Schechter von Bee And Flower, Kid Kongo Powers von The Cramps, Julia Kent, Larry Mullins aka Toby Dammit, Thor Harris von den Swans und Shearwater, Cassis Birgit Staudt sowie der Indie-Band Akron/Family aus Brooklyn. Auch der Freakfolk-Musiker Devendra Banhart, welcher anfangs ebenfalls bei Young God Records verlegt wurde, spielte mit den Angels of Light zusammen.
2009 löste Gira die Angels of Light auf, nachdem er beschlossen hatte, die Swans wieder ins Leben zu rufen. Viele Songs des Comeback-Albums My Father Will Guide Me up a Rope to the Sky (2010) waren ursprünglich als Angels-of-Light-Lieder gedacht.

## Diskografie
- 1999: New Mother (Young God Records)
- 1999: Praise Your Name (Young God Records, 7" Single)
- 2001: How I Loved You (Young God Records)
- 2002: We Were Alive! (Young God Records)
- 2003: Everything Is Good Here/Please Come Home (Young God Records)
- 2005: Sing "Other People" (Young God Records)
- 2005: Akron/Family & Angels of Light (Young God Records, Split-Album mit Akron/Family)
- 2007: We Are Him (Young God Records)